# Evendim
El lago Evendim o Nenuial es una masa de agua ficticia creada por el escritor británico J. R. R. Tolkien para ambientar parte de los escritos de su legendarium. Está situado al norte de Eriador, en la Tierra Media,
bajo las laderas este de las Colinas del Crepúsculo, que lo rodean al norte y al sur. El río Baranduin nace de sus aguas, al centro norte de sus costas orientales. Annúminas, antigua capital del reino de Arnor, fue construida en su orilla meridional. En sus orillas vivieron durante un tiempo Galadriel y Celeborn.

## Etimología y significado del nombre
Su nombre sindarin, Nenuial, está compuesto por los formantes nen («agua» o «lago»), y uial («crepúsculo»), para alcanzar el significado de «lago del crepúsculo». 